# Myrmeleon exitialis
Myrmeleon exitialis är en insektsart som beskrevs av Walker 1853. Myrmeleon exitialis ingår i släktet Myrmeleon och familjen myrlejonsländor. Inga underarter finns listade i Catalogue of Life.